# Gobierno Autónomo Departamental de Cochabamba
El gobierno autónomo departamental de Cochabamba o gobernación de Cochabamba, es el gobierno político y administrativo del departamento de Cochabamba, en el Estado Plurinacional de Bolivia. Su jurisdicción territorial fue establecida de acuerdo a su tradición histórica, desde su fundación el 15 de agosto de 1571 y durante la creación de la República de Bolivia. Hasta el año 2010, la entidad gubernamental de los departamentos de Bolivia se conocían como prefecturas, siendo remplazadas por Gobiernos Autónomos Departamentales bajo la Ley transitoria para el funcionamiento de las entidades territoriales autónomas, establecidos de manera definitiva por mandato de la Constitución. El gobernador actual es el dirigente sindical Humberto Sánchez (MAS-IPSP).

## Autonomía departamental
Según los estatutos de la Ley de Participación Popular Nº 1551 promulgada en 1994, y junto a la Ley de Descentralización Administrativa Nº 1654, la gobernación departamental de Cochabamba se rige por un estatuto de autonomía, el cual establece su estructura interna. A nivel parlamentario funciona con una asamblea legislativa departamental y en el ejecutivo con un gobernador y sus diferentes secretarías y direcciones. Las normas del gobierno autónomo departamental de Cochabamba son aplicables en la jurisdicción del departamento de Cochabamba en el marco de sus competencias y, en caso de conflicto normativo con la legislación del Estado, o de otra entidad territorial, prevalecen mientras no recaiga resolución del Tribunal Constitucional Plurinacional. 

## Asamblea legislativa departamental
La asamblea legislativa departamental está constituida por treinta cuatro (34) miembros o asambleístas, de acuerdo a la siguiente fórmula:
- Dieciséis (16) asambleístas territoriales elegidos por cada una de las provincias del departamento.
- Dieciséis (16) asambleístas electos por representación poblacional.
- Dos (2) asambleístas representantes de cada uno de las naciones y pueblos indígenas originarios del departamento de Cochabamba: Yuqui e Yuracaré.

## Gobernación
La gobernación es el ámbito ejecutivo del gobierno departamental. Ejerce funciones administrativas, ejecutivas y técnicas, además de la facultad reglamentaria del gobierno departamental y como otras atribuciones que le confiere el Estatuto. Está compuesta por el gobernador y el vicegobernador elegidos por voto universal por un periodo de cinco años. Los secretarios departamentales son funcionarios públicos designados por el gobernador. En las provincias interiores son designados subgobernadores y otros servidores públicos previstos por Ley.

## Organización
El gobierno autónomo departamental de Cochabamba está compuesto por el Despacho del Gobernador y nueve (9) secretarías:
1. Secretaría departamental de planificación y desarrollo estratégico
2. Secretaría departamental de finanzas y administración
3. Secretaría departamental de desarrollo humano, culturas y turismo
4. Secretaría departamental de salud
5. Secretaría departamental general y gobernabilidad
6. Secretaría departamental de desarrollo productivo y transformación
7. Secretaría departamental de minería e hidrocarburos
8. Secretaría departamental de medio ambiente y recursos hídricos
9. Secretaría departamental de obras públicas y servicios

## Eslóganes
1969 - 1974: Cochabamba, amarlo o dejarlo
1974 - 1979: Cochabamba está hecho por nosotros
1979 - 1985: Tú trabajaste y Cochabamba cambió
1985 - 1990: Prefectura del Departamento, Todo para lo social
1990 - 1992: Prefectura de Cochabamba
1992 - 1995: Cochabamba, Unión de todos
 1995 - 1997: Cochabamba, Prefectura del Departamento
 1997 - 1999: Cochabamba, En acción
 1999 - 2006: Prefectura del Departamento, Trabajando en toda Cochabamba
 2005: Prefectura de Cochabamba
 2006 - 2008: Gobierno Departamental, Prefectura de Cochabamba
 2008 - 2010: Prefectura de Cochabamba
 2010 - 2012: Cochabamba, 200 años
 2012 - 2015: Cochabamba, Corazón de los pueblos de América
 2015 - 2020: Cochabamba, Tierra bendita
 2020 - 2021: Cochabamba
 Desde 2021: Cochabamba, Unir trabajar y crecer